# Entoniscus muelleri
Entoniscus muelleri là một loài chân đều trong họ Entoniscidae. Loài này được Giard & Bonnier miêu tả khoa học năm 1887.